# Aéroport d'Akita
L'aéroport d'Akita (秋田空港, Akita Kūkō), code IATA : AXT • code OACI : RJSK, est un aéroport régional de deuxième classe situé à 14 km au sud-est de la gare d'Akita et dessert la ville d'Akita, dans la préfecture d'Akita, au Japon.

## Compagnies aériennes et destinations
| Compagnies                             | Destinations                        |
| -------------------------------------- | ----------------------------------- |
| All Nippon Airways                     | Tokyo-Haneda                        |
| All Nippon Airways opéré par ANA Wings | Nagoya-Chūbu, Osaka, Shin-Chitose   |
| Japan Airlines                         | Tokyo-Haneda Charter : Osaka-Kansai |
| Japan Airlines opéré par J-Air         | Osaka, Shin-Chitose                 |
| Korean Air                             | En saison : Séoul-Incheon           |

Édité le 09/01/2020

## Situation

### Carte des cinquante principaux aéroports du Japon
| Akita Amami Aomori Asahikawa Chūbu Fukuoka Fukushima Hakodate Hanamaki Hiroshima Ibaraki Ishigaki Izumo Kagoshima Kansai Kitakyushu Kobe Kōchi Komatsu Kumamoto Kumejima Kushiro Iwakuni Matsuyama Memanbetsu Miho-Yonago Misawa Miyako Miyazaki Nagasaki Nagoya Naha Tokyo · Narita Niigata Ōita Okayama Osaka Saga Sendai Shin-Chitose Shizuoka Shonai Takamatsu Tokachi-Obihiro Tokushima Tokyo · Haneda Tottori Toyama Tsushima Yamaguchi Ube |

## Statistiques
Pour des raisons techniques, il est temporairement impossible d'afficher le graphique qui aurait dû être présenté ici.

Voir la requête brute et les sources sur Wikidata.